# 北苏城 (南达科他州)
北苏城（英語：North Sioux City），是美国南达科他州猶尼昂縣下属的一座城市。根据2010年美国人口普查，该市有人口2,530人。2011年估计该市人口约有2,575人，年增长率为1.78%。